# Randy Wayne
Randy Wayne Frederick (ur. 7 sierpnia 1981 w Moore) – amerykański aktor, producent i scenarzysta.

## Życiorys
Urodził się i wychowywał w Moore w stanie Oklahoma. Uczęszczał do Moore High School i Campbellsville University w Campbellsville w stanie Kentucky, gdzie otrzymał na stypendium pływackie i cross-country. 
W 2005 roku Randy zadebiutował w roli Wesleya Parra w serialu Wrigleyville. Pojawił się jako Jeff Fenton w sitcomie ABC Klan Walkerów (Sons & Daughters, 2006-2007). Stał się znany z roli Luke'a Duke'a w filmie telewizyjnym ABC Family Diukowie Hazzardu: Początek (The Dukes of Hazzard: The Beginning, 2007). Wystąpił też w komedii Frat Party (2009) w roli Duffy'ego i dramacie Ocalić życie (To Save a Life, 2009) w roli Jacoba "Jake'a" Taylora, za którą otrzymał nominację do nagrody MovieGuide Grace dla najbardziej inspirującego aktora filmowego.
W 2010 roku napisał scenariusz i wyprodukował film Placebo. Jego inne prace jako producenta obejmują filmy: Air (2010), Open House (2010), Victory and Death (2011), Cougars, Inc. (2011) i 96 minut (96 Minutes, 2011) z Brittany Snow.
Spotykał się z modelką i aktorką Sarah Karges.

## Wybrana filmografia

### Filmy fabularne
- 2006: Blizna (Scar) jako Tom
- 2006: Lato pełne marzeń (The Surfer King) jako Robbie Zirpollo
- 2007: Diukowie Hazzardu: Początek (The Dukes of Hazzard: The Beginning, TV) jako Luke Duke
- 2008: Wymiana zagraniczna (Foreign Exchange) jako Jay Noble
- 2009: Miasto widmo (Ghost Town, TV) jako Carl
- 2011: Honey 2 jako Brandon
- 2013: Tam dom, gdzie serce Twoje (Heart of the Country) jako Luke
- 2014: Androidcop (Android Cop) jako "Andy", android policjant
- 2014: Na ratunek kumplowi (Mantervention) jako Kip
- 2017: Enchanted Christmas (TV) jako Scott Schaeffer

### Seriale TV
- 2005: Podkomisarz Brenda Johnson jako Corey Horowitz
- 2005: Nowe życie Fran
- 2005: Agenci NCIS jako Grant Bridges
- 2006: Huff jako kelner
- 2006-2007: Klan Walkerów (Sons & Daughters) jako Jeff Fenton
- 2009: Wzór jako Grant
- 2011: Tajemnica Amy jako Frank
- 2011-2012: The Lying Game jako Justin Miller
- 2012: Rozpalić Cleveland jako Mark